# Icius bilobus
Icius bilobus là một loài nhện trong họ Salticidae.
Loài này thuộc chi Icius. Icius bilobus được Yang & Guo Tang miêu tả năm 1996.